# Słobódka (sielsowiet Prużana)
Słobódka (biał. Слабудка; ros. Слобудка) − wieś na Białorusi, w obwodzie brzeskim, w rejonie prużańskim, w sielsowiecie Prużana.

## Historia
W czasach zaborów kolonia (koszary artyleryjskie) w gminie Linowo, w powiecie prużańskim, w guberni grodzieńskiej Imperium Rosyjskiego. 
W latach 1921–1945 kolonia (koszary artyleryjskie) leżała w Polsce, w województwie poleskim, w powiecie prużańskim, w gminie Linowo, a następnie w gminie wiejskiej Prużana.
Po II wojnie światowej w granicach Związku Sowieckiego. Od 1991 w niepodległej Białorusi.